# الشريف بوبغلة
محمد الأمجد بن عبد المالك المعروف بــالشريف بوبغلة، ولد عام 1809 1810م؛ من أبرز رموز المقاومة الشعبية ضد الاحتلال الفرنسي مات شهيدا (فصل رأسه عن جسده وهو حي)) بنواحي سعيدة بالغرب الجزائر. كان مفجر ثورة شعبية، تحمل لقبه، ضد الاستعمار الفرنسي في منتصف القرن التاسع عشر في منطقة جرجرة منطقة القبائل. قاد التمرد، حتى وفاته 26 ديسمبر 1854. استقر في شلالة العذاورة قادما إليها من النواحي الغربية عام 1849.

## جهاده
تشير بعض المصادر إلى أن بداية نشاطه تعود إلى مطلع عام 1851م انطلاقا من زاوية الأربعاء نايث إيراثن، عندما ارتابت فيه السلطات الاستعمارية، فترك منطقة شلالة العذاورة وانتقل إلى قلعة بني عباس وأخفى شخصيته وأهدافه واتصل بشيوخ بني مليكيش، ومنها أخذ يراسل الشخصيات البارزة في المنطقة وسكان جبال البابور والحضنة والمدية ومليانة وجبال جرجرة يدعوهم إلى الانضمام إليه لمحاربة الفرنسيين، وقد دعمه في ثورته سي قويدر التيطراوي والد الشريف بوحمارة. تنقل من منطقة لأخرى يجمع الأتباع ويدعو لحركته حتى امتدت إلى حوضي بجاية ومنطقة البابور، قاد خلالها عدة معارك ضد الفرنسيين منها معركة أوزلاقن شهر جوان 1851 حيث اصطدم بقوات العقيد دي ونجي DE WENGI وأعوانه قتل أثناءها عدد كبير من الطرفين.
استمات الشريف بوبغلة في الدفاع عن منطقة جرجرة وجند الكثير من أبنائها رغم القوات الفرنسية الكبيرة لاسيما تلك التي قادها كبار الضباط من أمثال الحاكم العام الماريشال راندون وماك ماهون والعقيد بوبريط والجنرال ميسات إلا أنهم لم يتمكنوا من القضاء على المقاومة التي اتسعت رقعتها بانضمام لالة فاطمة نسومر إلى قيادتها. استشهد الشريف بوبغلة بعد وشاية يوم 12  ديسمبر 1854.

## المرحلة الأولى 1851 - 1853
قام بوبغلة في هذه المرحلة ببعض الاستعدادات منها:
- تحديد الأهداف الرئيسية التي يجب ضربها في البداية كالشخصيات الموالية للاستعمار مثلا أو ضباط فرنسيين أو مراكز عسكرية.
- تحديد المناطق الإستراتيجية التي يمكن الالتجاء إليها إذا اقتضت الضرورة.
- تحريض وتعبئة مختلف القبائل للانضمام إليه.

بعد أن استكمل جميع الاستعدادات أعلن المقاومة، بالهجوم على عزيب بن علي شريف وهو صاحب زاوية شلاطة قرب أقبو، حدث ذلك يوم 10 مارس  1851 أحد المتعاونين مع فرنسا مما أثار القلق والارتباك في صفوف القوات الفرنسية المرابطة في سور الغزلان، وكرد فعل قررت السلطات الاستعمارية إقامة مركز عسكري ببني منصور بقيادة الكولونيل «بوبريطر»، وجاء في بعض التقارير التي قدمها العقيد دوريل كيف أن ابن علي شريف حمّل السلطات الفرنسية مسؤولية ما حدث إذ أنها لم تستطع حمايته.لم يقف طموح الشريف بوبغلة عند هذا الانتصار، بل رأى من الواجب القضاء على ابن علي شريف، ولأجل ذلك دعا إلى عقد اجتماع مع بني يجار ويلولة وزاوية ابن إدريس لتدارس الوضع، والواقع أنه كان يتوخى كسب مناصرين جدد في يلولة أوسامر.
تقرر في الاجتماع معاودة الهجوم على ابن علي شريف في شلاطة، مما أدى إلى وقوع مواجهات خلفت 10 قتلى من أصحابه، وهو ما اضطره على الانسحاب نحو قرية «إيبوزيدين» ببني مليكيش. ونظرا لخطورة حركته، جنّدت السلطات الفرنسية قوات معتبرة تحت أوامر ضباط وجنرالات أمثال، دوريل، بلانجي، بوبريطر، بوسكي دوبروتال، كامو. وبعد الهزيمة التي تلّقاها أثناء هجومه على شلاطة، أعاد تنظيم قواته فهاجم عدة مراكز فرنسية متخذا من قرية بني مليكش مركزا لنشاطه وهجماته، لكن رغم الانتصارات التي حققها هنا وهناك، أجبر على مغادرة الجهة الجنوبية من جبال جرجرة، فتنقل إلى الواجهة المقابلة، واستقرّ عند بني صدقاء القاطنين شمال منطقة جرجرة وهناك أخذ بوبغلة يحرض السكان على المقاومة، واستطاع أن يكسب انضمام قبائل معاتقة وبني منداس وقشتولة، بني كوفي ومشتراس وبني بوغردان وبني إسماعيل وفريقات.في 18 أغسطس  1851، تمكن بوبغلة من إلحاق الهزيمة بالجيش الفرنسي وقائده النقيب «بيشو» في معركة قرب بوغني. ردّت عليها السلطات الاستعمارية بحملة قادها الجنرال«بيليسي» دامت شهرا كاملا أخضعت خلالها بعض قبائل المنطقة كقبيلة بني كوفي وبوغني وبني منداس.ونتيجة ذلك قرر بوبغلة العودة إلى بني مليكيش لكسب مناصرين جدد، لتخفيف الحصار على بعض المداشر، فنقل نشاطه إلى الجهة الساحلية، على رأس بعض القبائل الثائرة في ناحية بجاية، وما كادت تنقضي سنة 1851 حتى لّبت نداءه معظم قبائل الجهة، وهو ما جعل فرنسا تدرك صعوبة المهمة التي تنتظرها. ففي يوم 25 يونيو  1852 وقعت المواجهة مع القوات الفرنسية إثر الحملة التي نظمّها «بوسكي» شارك فيها نحو3 000 عنصر من المشاة الفرنسيين. ألحقت خسائر في صفوف الشريف بوبغلة، وفتحت الطريق بين القصر وبجاية وهو الطريق نفسه الذي يربط المنطقة بالجزائر العاصمة.
استمر بوبغلة ينتقل من قرية إلى أخرى يحاول جمع الأنصار والأتباع، إلى أن اصطدم بقوات بوبريط عند منطقة الواضية يوم 19 يونيو  1852 أصيب أثناءها بجروح في رأسه، ومع ذلك واصل أتباعه المقاومة بقيادة بعض مقربيه أمثال محمد بن مسعود من ونوغة وأحمد بن بوزيد من عائلة بورنان التي تنتمي إلى عائلة أولاد مقران.

## المرحلة الثانية 1851-1857 واستشهاده
خلال هذه السنة تمكن الشريف بوبغلة من تجديد المقاومة، وقد تهيأت له الظروف عندما قامت السلطات الفرنسية بإرسال جيوشها إلى حرب القرم، فخاطب السكان قائلا:«إن المناسبة قد حانت لطرد فرنسا من الجزائر لأنها أصبحت ضعيفة جدا ولا يتطلب الأمر منهم إلا مجهودا بسيطا ليلقوا بها في البحر الذي جاءت عن طريقه». على أن المنطقة طوال كل هذه الفترة بقيت تعيش جوا من الغليان، مما أدى بالحاكم العام الفرنسي إلى إرسال حملة بقيادة النقيب وولف. وبتواطؤ مع الباشآغا أوقاسي، أقدمت القوات الفرنسية على مهاجمة عزازقة، وذكر وولف في تقريره عن المعركة، مدى استماتة سكان عزازقة في الدفاع عن ديارهم. قررت السلطات الفرنسية القيام بحملة عسكرية أخرى قادها الجنرال راندون ففي رسالة لهذا الأخير مؤرخة في 26 مايو 1854 أوضح فيها الأهداف من الحملة قائلا:«إن هدفي الأول هو ضرب قبيلة بني جناد التي قدمت العون في هذه المدة الأخيرة للشريف بوبغلة الذي ينبغي أن يعاقب، ويكون عقابه درسا للآخرين، وبعد ذلك أوجه جهودي إلى القبائل الأخرى التي تقع على الضفة اليمنى لسباو … الخ» ويبدو واضحا أن الهدف من الحملة هو إخضاع منطقة جرجرة، وقبيلة بني جناد تحديدا، ولهذا الغرض بالذات استقدم قوات إضافية من وهران والجزائر بقيادة الجنرال كامو ومن قسنطينة بقيادة الجنرال ماكماهون.كانت قرية اعزيب الموقع الذي يحتمل أن تجري فيه المعركة، لذا تقرر تحديدها هدفا أولا لضربات الجيش الفرنسي. ورغم ما تتمتع به من تحصين دفاعي من حيث وقوعها على مرتفع، أو من حيث الاستعدادات التي أقامها أهلها للدفاع عنها، إلا أنها لم تصمد أمام القوات الفرنسية التي أحكمت السيطرة عليها. وفرضت على بني جناد غرامات مالية لوقوفها إلى جانب بوبغلة. وبعد غريب عسكرت الحملة في بوبهير وهي نقطة قريبة من الأعراش الثلاثة: بني يجار وبني يتوراغ وبني يحي على أن هدف الجنرال راندون كان الوصول إلى بني يحي، وعليه دبر خطة أوهم بها قبائل المنطقة رغبته في الاتجاه إلى بني يجار الذين هيأوا أنفسهم لصد حملته. والواقع أن الحملة اتجهت إلى بني يحي خلال هذه المرحلة وقعت مواجهات بين المقاومين والقوات الفرنسية دامت 40 يوما خلفت خسائر بشرية قدرتها المصادر الفرنسية ب 94 قتيلا و593 جريحا في صفوف الفرنسيين دون أن تشير إلى خسائر الطرف الجزائري. وقتها كان بوبغلة جريحا في زاوية سي العربي شريف وقد نصحه بنو جناد بمغادرة المنطقة. وبالفعل انتقل بوبغلة إلى بني يجار ومنها إلى يلولا أومالو ثم إلى بني يني، ولاحقا إلى بني مليكش حيث عاود نشاطه من هناك دون أن يدوم الأمر طويلا، حيث كان ينتظره قدر الاستشهاد في26 ديسمبر 1854.:134

## استشهاده
في 21 ديسمبر 1854 أصيب الشريف بوبغلة بجروح على يد جاسوس جزائري كان يعمل لصالح فرنسا. وسقط على أرض موحلة، فقتله الجاسوس وقطع رأسه وأخذه إلى حاكم ولاية برج بوعريريج الفرنسي. وقد ثبت الحاكم الفرنسي رأس الشريف بوبغلة على عمود ليراه الشعب الجزائري. بعد ذلك أخذ الفرنسيون رأسه إلى فرنسا.

### إعادة جمجمته من فرنسا
في 3 يوليو 2020 تسلمت الجزائر من فرنسا ما تبقى من جماجم 24 مقاتلا جزائريا مقاوما ضد الاستعمار. ومن بين هذه جمجمة الشيخ بوزيان وجمجمة القيادي المقاوم محمد لمجد بن عبد المالك المعروف بالشريف بوبغلة.